# Piet Hendriks
Piet Hendriks (Nieuwendam, 13 december 1918 – Zwolle, 6 april 2000) was een Nederlands acteur en cabaretier.

## Biografie
Hendriks zou elektricien worden, maar werd al vroeg aangetrokken door het toneel. Hij speelde bij diverse amateurgezelschappen, waaronder de Amsterdamse Comedie.
Op televisie debuteerde Hendriks in 1954 als Willempie in Een avond in Saint Germain des Prés, het VARA-programma van Tom Manders. Hendriks greep dit aan om zich volledig op televisie te concentreren.
Hij speelde in Ja zuster, nee zuster de rol van een ingenieur die met zijn experimenten in de kelder voortdurend voor ontploffingen zorgde.
Ook speelde hij in Zeg 'ns Aaa, Komdatzien, komdatzien, Klatergoud, Klaverweide, Ieder zijn deel, Cassata, de Late Late Lien Show en amusementsprogramma's als de De Mountiesshow, Max Tailleurshow en Klassewerk.
Hendriks behoorde samen met Annet van Heusden en Sien Diels tot de originele bewoners van de Nederlandse Sesamstraat, hij 'woonde' er vanaf 1976 tot 1983, toen hij de serie na een conflict moest verlaten. Zijn rol van opa werd overgenomen door Lex Goudsmit. Een handtekeningenactie mocht niet baten.
Hij acteerde ook in reclamespotjes als "Hendrik Jan de tuinman".
In 1984 werd Hendriks benoemd tot Ridder in de Orde van Oranje-Nassau.

## Filmografie
- Kleren maken de man (1957) - Rol onbekend
- Schuld en boete (televisiefilm) (1963) - Schrijver
- Jan en alleman (televisiefilm) (1963) - Stamgast
- Brigadoon (televisiefilm) (1964) - Angus MacMonies
- Pipo en de Waterlanders (televisieserie) - Waterlander (afl. 9, 1964)
- Tim Tatoe (televisieserie) - Sheriff oom Jippie (afl. 8, 1966)
- Ja zuster, nee zuster (televisieserie) - Ingenieur (afl. 20, 1966-1968)
- El magnifico Tony Carrera (1968) - Patron
- 't Schaep met de 5 pooten (televisieserie) - Huipie van Duivenbode (afl. 8, 1969-1970)
- De baron van Münchhausen (televisieserie) - Kok (1970)
- De heks van Haarlem (televisiefilm) - rol onbekend (1970)
- Klatergoud (televisieserie) - Van Dalen (1971)
- Eva Bonheur (televisiefilm) - De Behanger (1972)
- Twee onder een kap (televisieserie) - Ome Dirk (1973)
- Merijntje Gijzen (televisieserie) - Ome Dries (episode 1.10, 1974)
- De wolvenman (miniserie, 1974) - Otto Atsma
- Centraal Station (televisieserie) - Deurwaarder (afl. Twee vliegen in één klap, 1974)
- Dat ik dit nog mag meemaken (televisieserie) - verschillende rollen (afl. 8, 1976-1977)
- Ieder zijn deel (televisieserie) - Rinus, de postbode (1976-1978)
- Vandaag of morgen (1976) - Rol onbekend
- The Late Late Lien Show (televisieserie) - Piet de Loodgieter (1979-1981)
- Cassata (televisieserie) - Verkoper Fopwinkel (episode 1.5, 1979)
- Zeg 'ns Aaa (televisieserie) - Meneer van Santen, patiënt in de wachtkamer (1981)
- De reünie (televisieserie) - Walrus Eddy (1980)
- Man alleen (televisieserie) - Hein de Leeuw (1981)
- Te gek om los te lopen (1981) - Dierenhandelaar
- Sesamstraat (televisieserie) - Piet (afl. onbekend, 1976-1984)
- Op dood spoor (televisiefilm, 1984) - Kooiman
- Schoppen Troef (televisieserie) - Manus (1984)
- Dossier Verhulst (televisieserie) - Jan Hoogland (1986)
- Familie Oudenrijn (televisieserie) - Opa Oudenrijn (1987-1990)
- Rust roest (televisieserie) - Jan Knars (afl. onbekend, 1989)
- Dücker en Oudenrijn (televisieserie) - Opa Oudenrijn (1991)
- Medisch Centrum West (televisieserie) - Cor van Telgen (afl. Het Oordeel, De keuze, 1992)
- Coverstory (televisieserie) - Buurman Henk (episode 2.5, 1995)